# Pannekoek (cràter)
Pannekoek és un cràter d'impacte que està situat a la cara oculta de la Lluna, per la qual cosa no es pot veure directament des de la Terra.

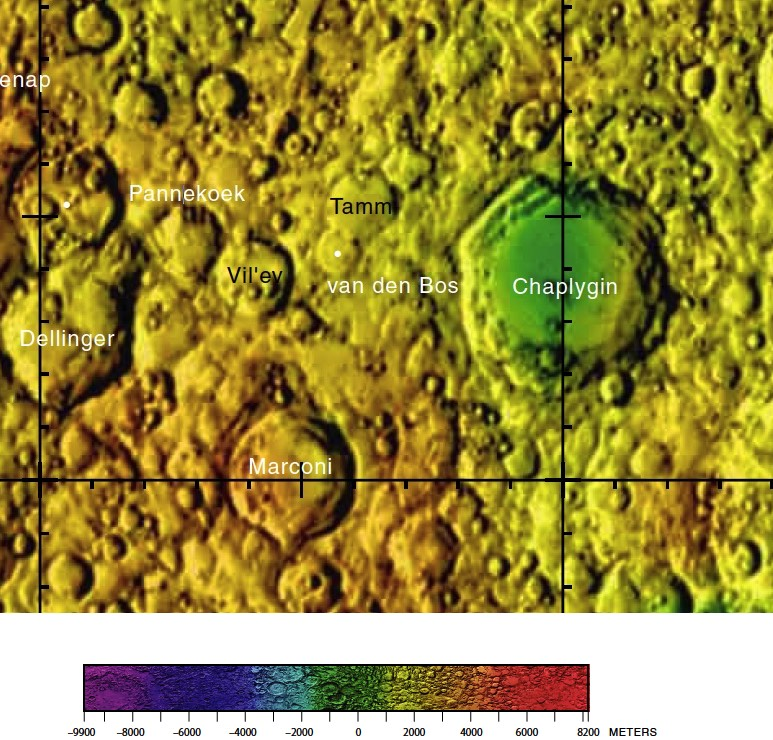
Localització de Pannekoek (superior esquerra de la imatge)
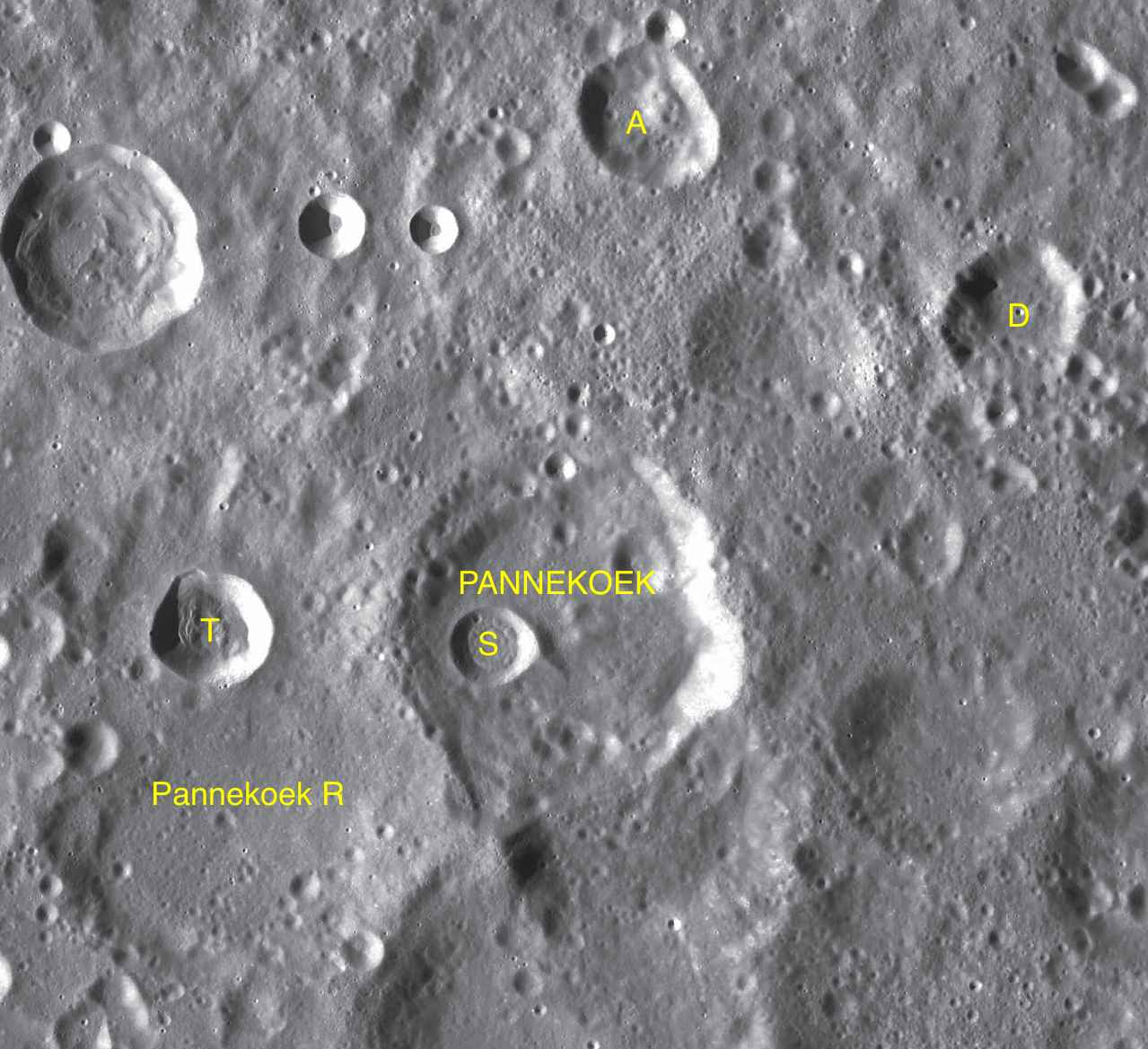
Cràters satèl·lit

El cràter es troba a la vora nord del cràter Dellinger, lleugerament més gran, i la frontera comuna forma una àrea de terreny irregular. Just al nord de Pannekoek es troba l'enorme cràter Mendeleev. El cràter porta el nom d'astrònom i pare del comunisme de consells, Anton Pannekoek.

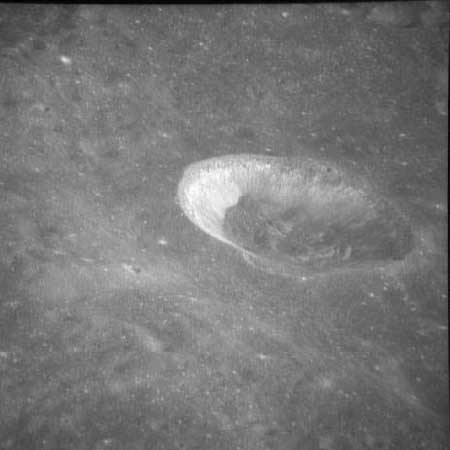
Fotografia de la missió Apollo 10
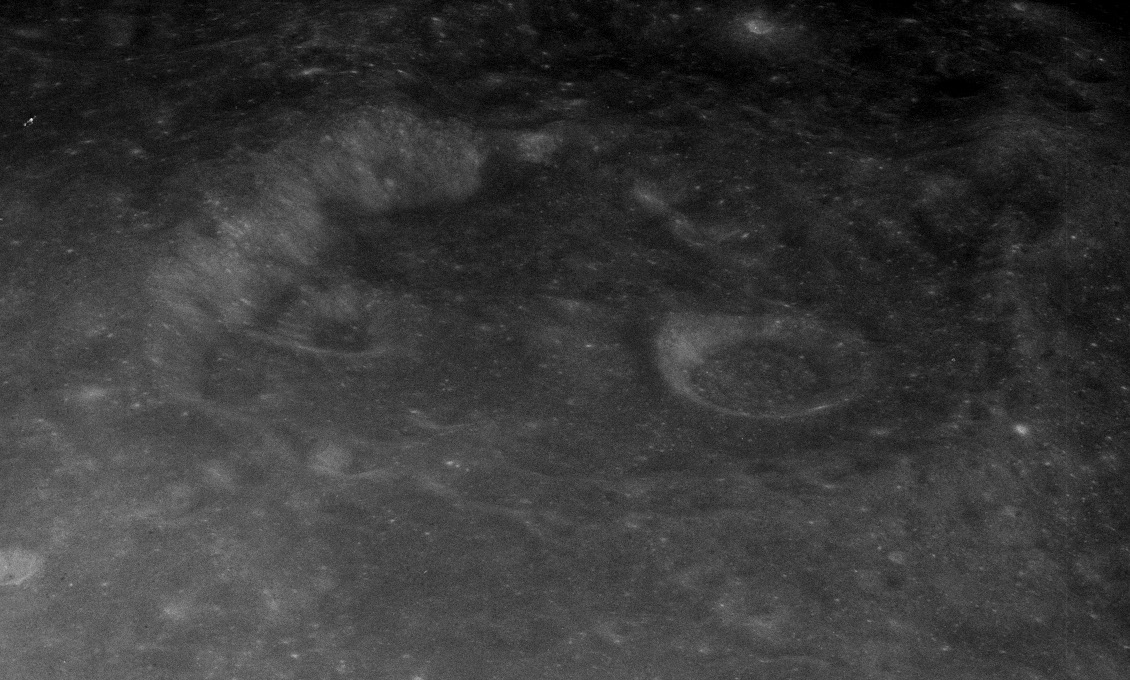
Fotografia de la missió Apollo 11
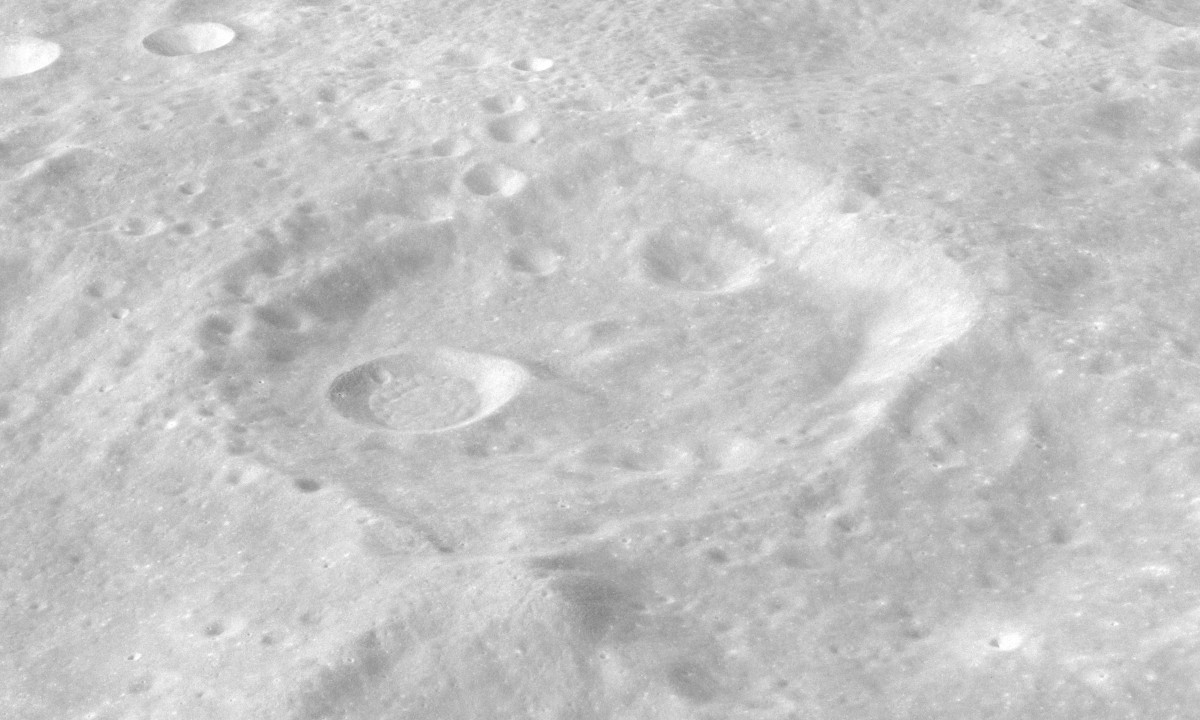
Vista obliqua. Càmara cartogràfica de l'Apollo 17, mirant al nord

Es tracta d'un cràter desgastat i erosionat, encara que el perímetre de la vora continua sent visible. La parteix sud del sòl interior és accidentada i irregular. Presenta un petit cràter al costat de la paret interior a la part oest-sud-oest del sòl. Un cràter més petit també es troba tocant la paret interior nord-est, i diversos petits cràters marquen el sòl.

## Cràters satèl·lit
Per convenció aquests elements són identificats en els mapes lunars posant la lletra en el costat del punt central del cràter que està més proper a Pannekoek.
| Pannekoek | Coordenades                          | Diàmetre |
| --------- | ------------------------------------ | -------- |
| A         | 0° 54′ S, 141° 00′ E / 0.9°S,141.0°E | 28 km    |
| D         | 2° 36′ S, 143° 30′ E / 2.6°S,143.5°E | 28 km    |
| R         | 5° 24′ S, 138° 18′ E / 5.4°S,138.3°E | 71 ;km   |
| S         | 4° 24′ S, 140° 06′ E / 4.4°S,140.1°E | 18 km    |
| T         | 4° 06′ S, 138° 12′ E / 4.1°S,138.2°E | 25 km    |

Els cràters satèl·lit de Pannekoek van ser fotografiats durant la missió de l'Apollo 11:

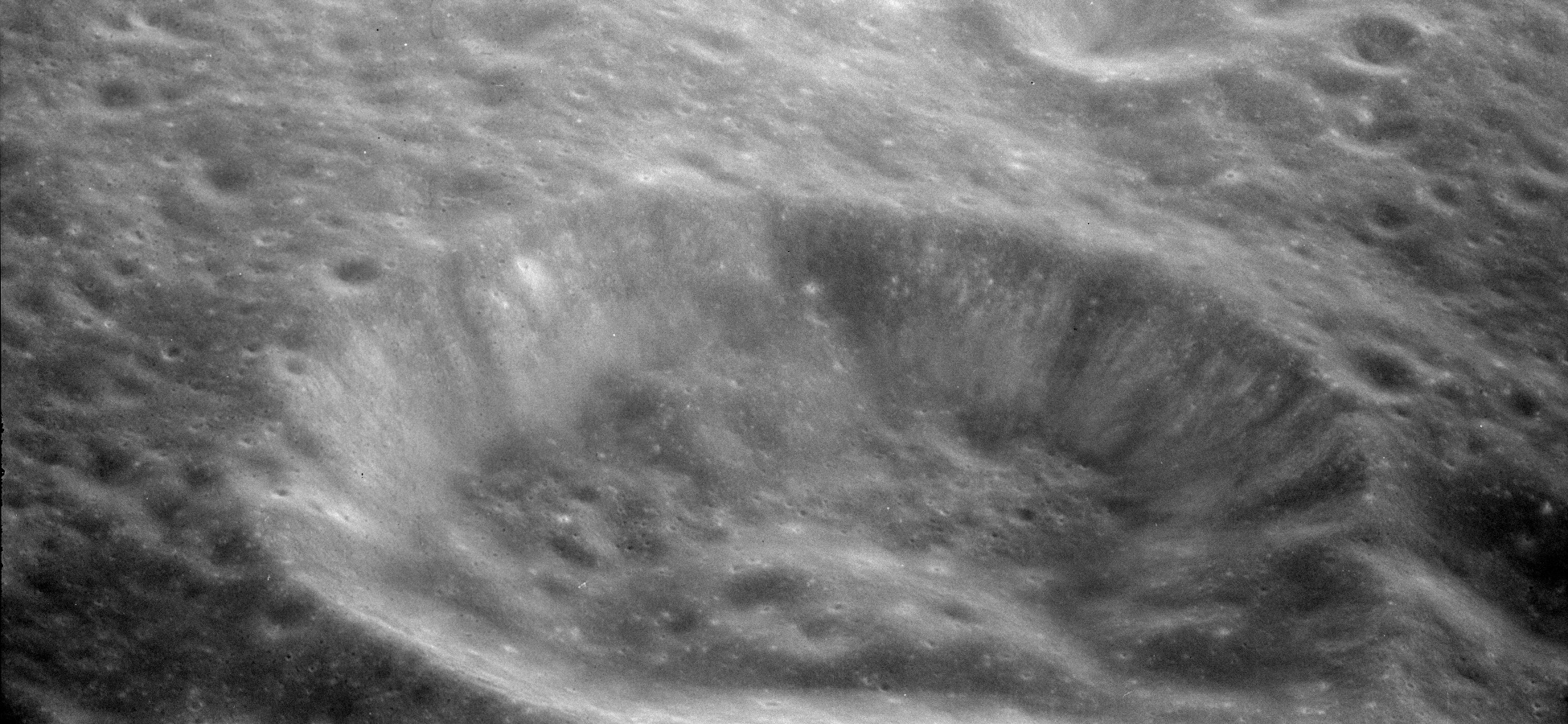
Pannekoek A
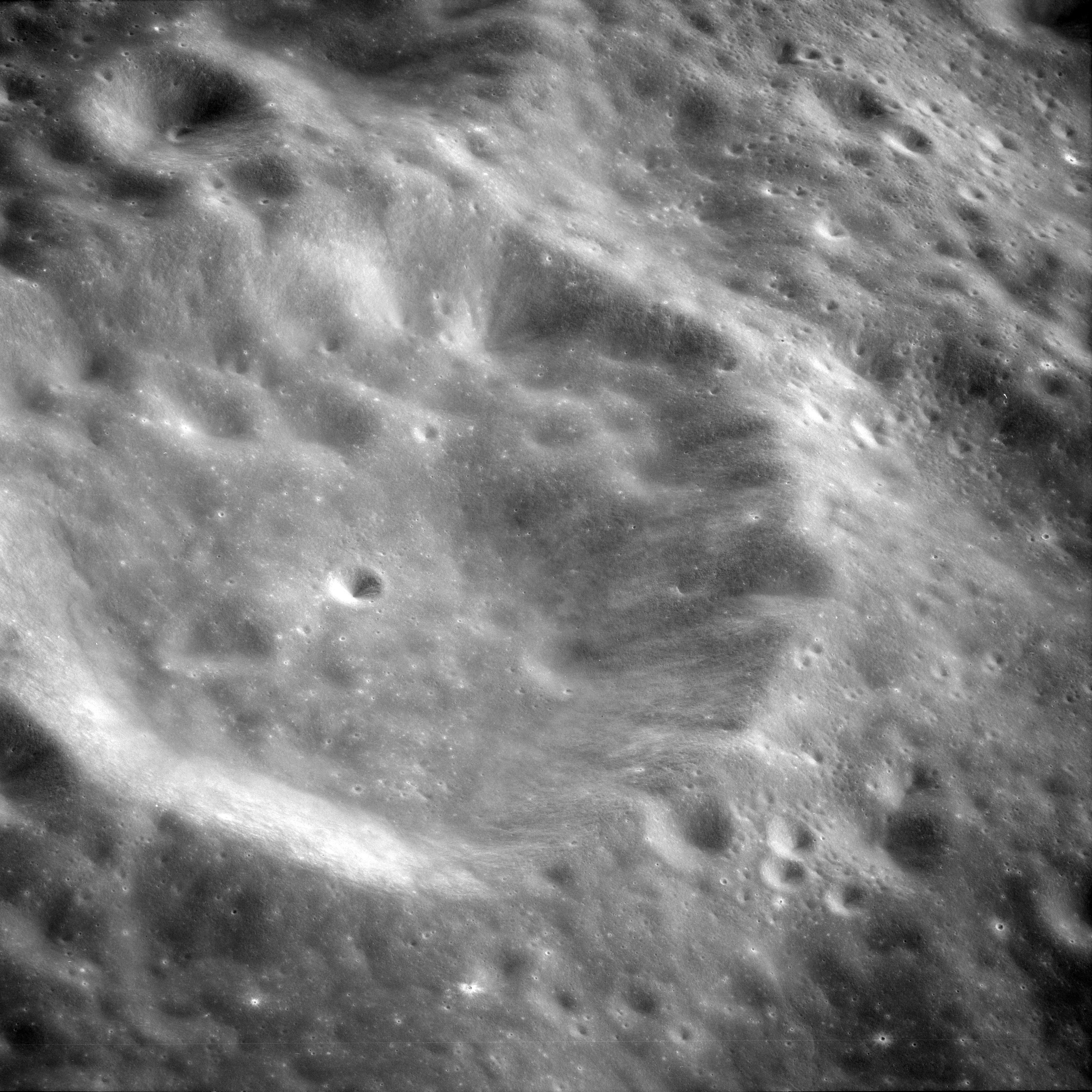
Pannekoek D
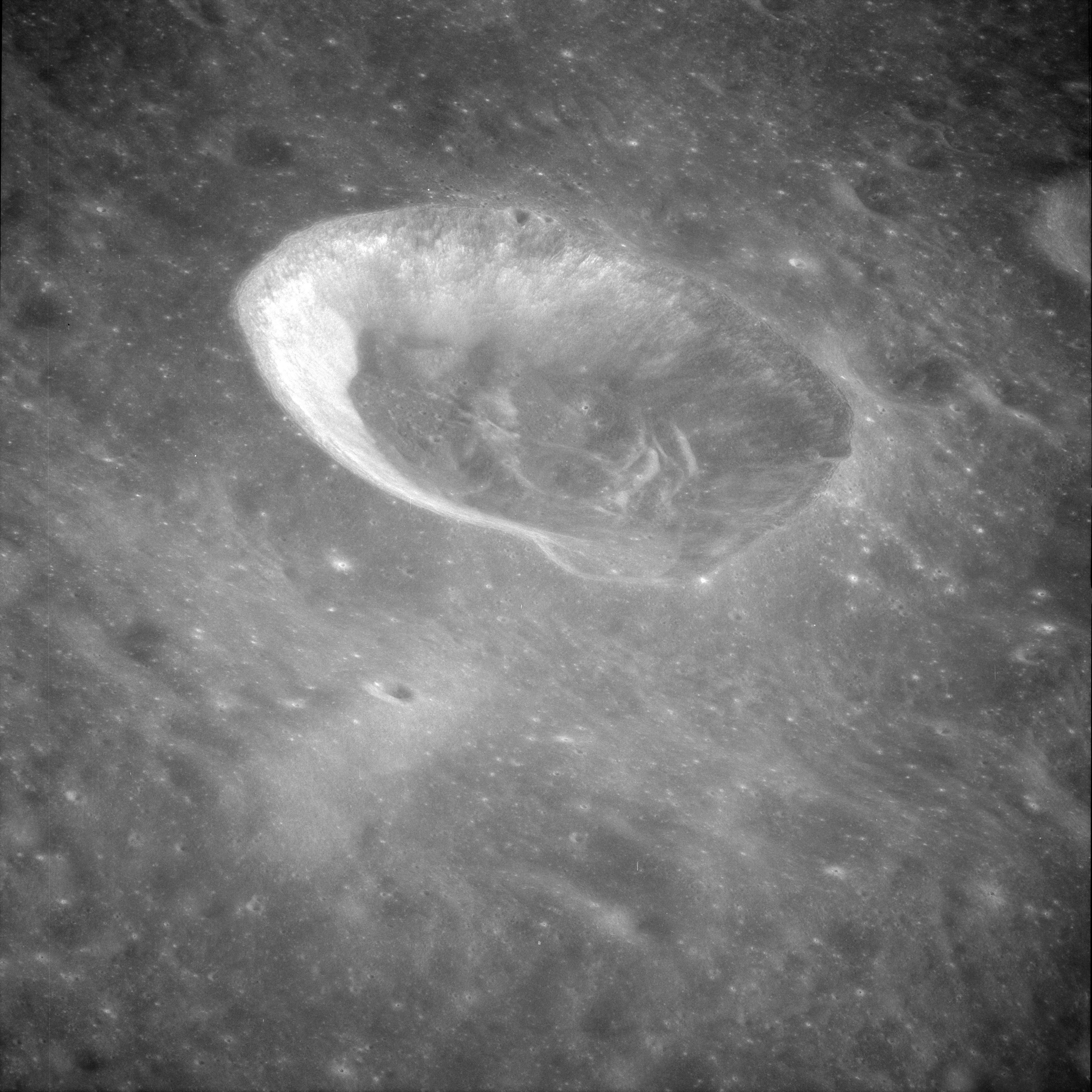
Pannekoek T
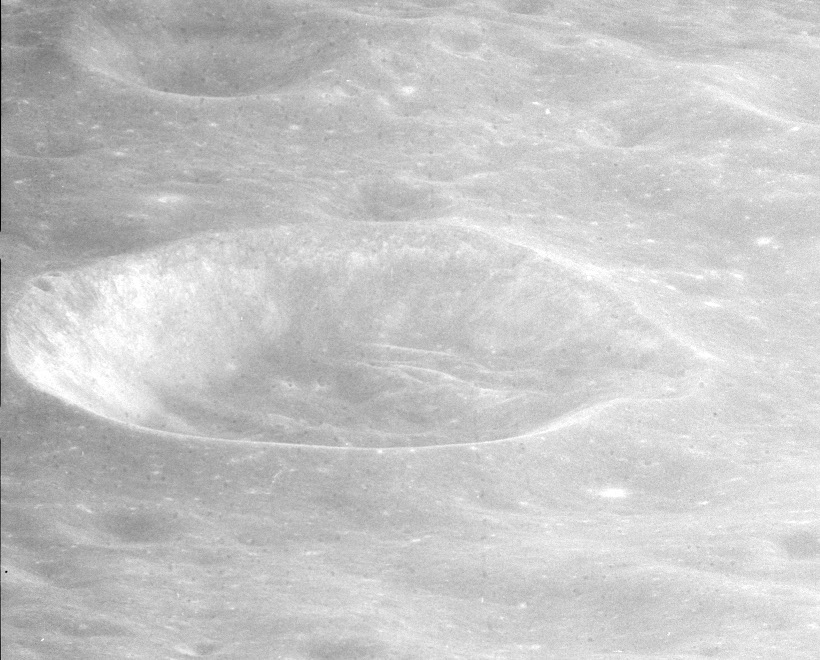
Pannekoek T